# 1988年ソウルオリンピックの野球競技・日本代表
ソウルオリンピック野球日本代表（ソウルオリンピックやきゅうにっぽんだいひょう）は、1988年にソウルで開催されたソウルオリンピックの野球競技に出場する野球日本代表選手を編成したチームのことである。

## 概要
代表選手19人のうち大学生選手が3人、社会人選手が16人で構成。出場国はアメリカ合衆国、韓国、オーストラリア、カナダ、日本、プエルトリコ、オランダ、チャイニーズタイペイの8か国。前者4か国を「A組」、後者4か国を「B組」としてグループ分けして総当たり予選を行い、上位2か国ずつで決勝トーナメントが行われた。日本はB組を3連勝で予選1位通過し、準決勝では開催国の韓国を下し、決勝戦ではアメリカ合衆国と対戦したが隻腕投手ジム・アボットに完投を許して敗れ銀メダルに終わった。

## 代表メンバー
所属や年齢等は選出当時。
|        | 背番号 | 氏名       | 所属           | 年齢 |
| ------ | ------ | ---------- | -------------- | ---- |
| 監督   | 30     | 鈴木義信   | 東芝           | 44   |
| コーチ | 31     | 川島勝司   | ヤマハ         | 44   |
| コーチ | 32     | 山中正竹   | 住友金属       | 41   |
| 投手   | 11     | 潮崎哲也   | 松下電器       | 19   |
| 投手   | 12     | 渡辺智男   | NTT四国        | 21   |
| 投手   | 14     | 鈴木哲     | 熊谷組         | 24   |
| 投手   | 15     | 菊池総     | 東芝           | 28   |
| 投手   | 16     | 吉田修司   | 北海道拓殖銀行 | 21   |
| 投手   | 18     | 石井丈裕   | プリンスホテル | 23   |
| 投手   | 19     | 野茂英雄   | 新日本製鐵堺   | 20   |
| 捕手   | 20     | 古田敦也   | トヨタ自動車   | 23   |
| 捕手   | 22     | 應武篤良   | 新日本製鐵広畑 | 30   |
| 内野手 | 1      | 西正文     | 大阪ガス       | 27   |
| 内野手 | 2      | 葛城弘樹   | 東芝           | 24   |
| 内野手 | 3      | 米崎薫臣   | 日本生命       | 20   |
| 内野手 | 6      | 野村謙二郎 | 駒澤大学       | 21   |
| 内野手 | 9      | 小川博文   | プリンスホテル | 21   |
| 内野手 | 10     | 筒井大助   | 住友金属       | 30   |
| 内野手 | 28     | 大森剛     | 慶應義塾大学   | 21   |
| 外野手 | 8      | 中島輝士   | プリンスホテル | 26   |
| 外野手 | 21     | 前田誠     | 東芝           | 27   |
| 外野手 | 25     | 松本安司   | 三菱重工名古屋 | 28   |
| 外野手 | 27     | 笘篠賢治   | 中央大学       | 21   |

## ソウルオリンピックの戦績
|            | 試合結果 | 試合結果 | 対戦チーム           | 備考         | 試合会場             |
| ---------- | -------- | -------- | -------------------- | ------------ | -------------------- |
| 予選リーグ | ○        | 7 - 1    | プエルトリコ         |              | 蚕室総合運動場野球場 |
| 予選リーグ | ○        | 4x - 3   | チャイニーズタイペイ | 延長13回     | 蚕室総合運動場野球場 |
| 予選リーグ | ○        | 6 - 1    | オランダ             | 1位通過      | 蚕室総合運動場野球場 |
| 準決勝     | ○        | 3 - 1    | 韓国                 |              | 蚕室総合運動場野球場 |
| 決勝       | ●        | 3 - 5    | アメリカ合衆国       | 銀メダル獲得 | 蚕室総合運動場野球場 |